# Municipio de Burrell (condado de Indiana)
El municipio de Burrell (en inglés: Burrell Township) es un municipio ubicado en el condado de Indiana en el estado estadounidense de Pensilvania. En el año 2000 tenía una población de 3.746 habitantes y una densidad poblacional de 61 personas por km².

## Geografía
El municipio de Burrell se encuentra ubicado en las coordenadas 40°27′00″N 79°12′00″O / 40.45000, -79.20000.

## Demografía
Según la Oficina del Censo en 2000 los ingresos medios por hogar en la localidad eran de $31,366 y los ingresos medios por familia eran de $37,377. Los hombres tenían unos ingresos medios de $30,451 frente a los $21,964 para las mujeres. La renta per cápita de la localidad era de $15,645. Alrededor del 13,7% de la población estaba por debajo del umbral de pobreza.